# Athyrma flabellum
Athyrma flabellum là một loài bướm đêm trong họ Erebidae.